# Kristen Veal
Kristen Rae Veal (Adelaide, 24 luglio 1981) è un'allenatrice di pallacanestro ed ex cestista australiana, professionista nella WNBA.

## Carriera
È stata selezionata dalle Phoenix Mercury al primo giro del Draft WNBA 2001 (13ª scelta assoluta).
Con l'Australia ha disputato due edizioni dei Campionati oceaniani (2003, 2013).